# Скалбе, Арвидс
Арвидс Скалбе (латыш.  Arvids Skalbe, в советский период Арвид Андреевич Скалбе; 1 марта 1922, Яунлатгале, ныне Псковская область, РФ — 21 мая 2002 года, Москва) — латышский поэт. Заслуженный деятель культуры Латвийской ССР (1973).

## Биография
Родился в семье железнодорожника. Учился в Даугавпилсе, окончил учительский институт в Резекне (1941). Работал учителем в Рубенской начальной школе. Во время Второй мировой войны (1943) его отправили работать в Германию, затем призвали в Латышский легион. В конце войны его взяли в плен советские войска.
Вернулся в Латвию в 1947 году. В том же году Скалбе принял участие в конкурсе текстов для Праздника песни в Латвии со стихотворением «Нынче песне день великий» (латыш. Dziesmai šodien liela diena); это стихотворение выиграло конкурс, и написанный на него хор Петера Барисона на долгие годы стал неофициальным гимном Праздника песни.

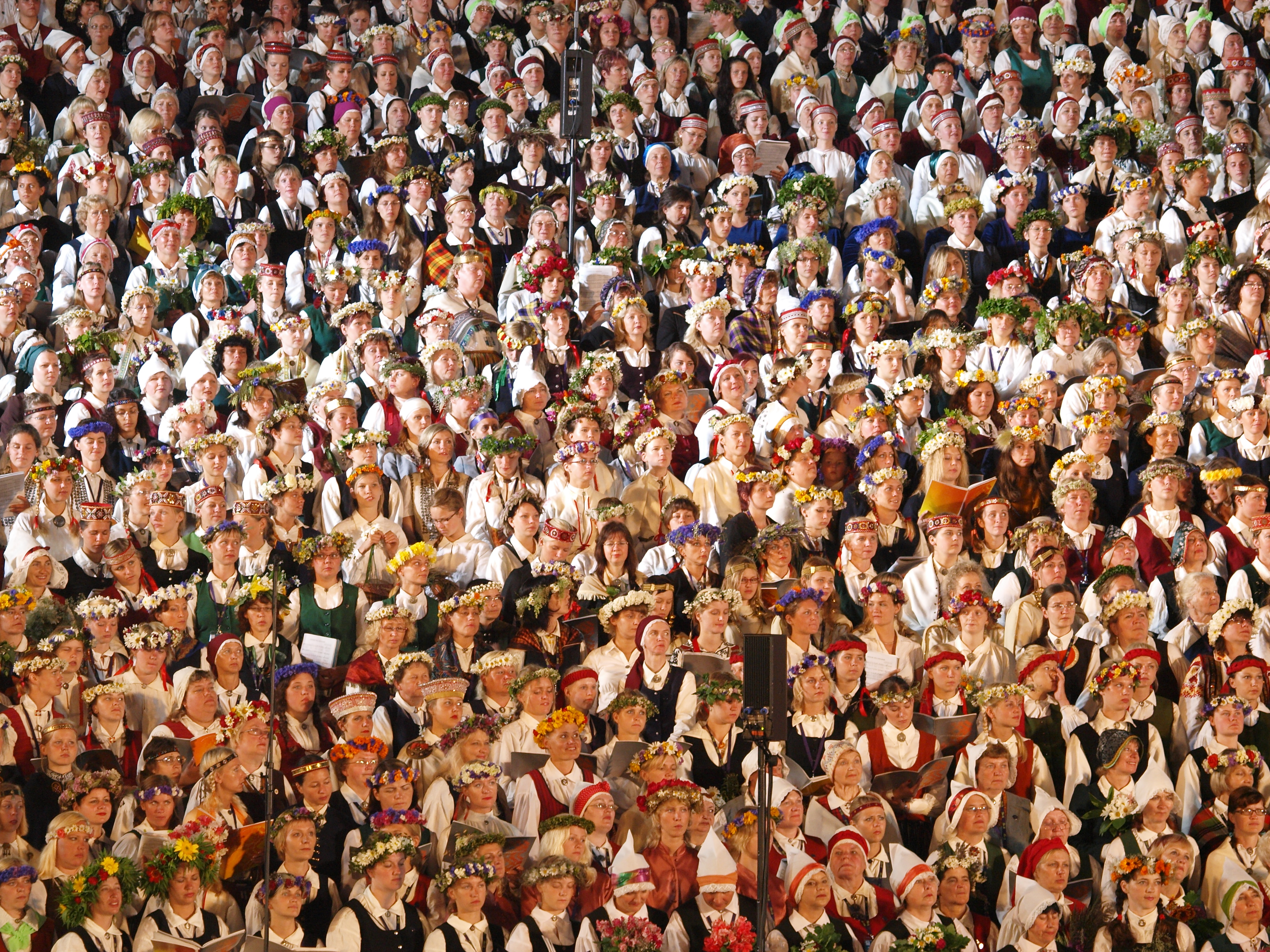
Праздник песни и танца в Латвии

В 1948—1950 гг. инспектор управления по делам искусств, в 1950—1953 гг. литературный редактор Латвийского радио. В 1953—1996 гг. работал в журнале «Карогс», с 1966 года заведовал отделом поэзии. Член Союза писателей Латвии с 1956 года.
В 1996 году переехал к родственникам в Москву, где скончался 21 мая 2002 года. Похоронен на Ваганьковском кладбище, хотя, как сообщается, завещал похоронить себя в Латвии.
Офицер Ордена Трёх звёзд (2001).

## Творчество
Первое стихотворение опубликовано в 1948 году, первый сборник стихов «Журавли прилетели» (латыш. Atlido dzērves) вышел в 1956-м. Пятая книга стихов «Серебристая отцовская тропа» (латыш. Tēva dubļi sudraboti; 1972) получила Государственную премию Латвийской ССР. Опубликовал также книгу стихотворений для детей «Медовый час» (латыш. Medus stunda; 1961), три книги афоризмов. В русских переводах изданы сборники «Горение» (1960), «Дни» (1968), «Вечно солнце на небе» (1981). Как сообщала Большая советская энциклопедия, «сдержанная, лаконичная поэзия Скалбе стилистически близка к латышскому фольклору».
В постсоветский период фигура Скалбе пережила период критического отношения: в частности, статьи о нём нет в четвёртом издании «Латвийской энциклопедии», вышедшем в 1990 году. Однако, по мнению некоторых критиков, несправедливо было бы причислять Скалбе к певцам социалистического строя: в своих стихах он был далёк от политики и никогда не был членом КПСС. В независимой Латвии Скалбе выпустил ещё четыре книги стихов, сборник «Мой грех бессмертен» (латыш. Mans grēks ir nemirstīgs; 1997) получил премию латвийских Дней поэзии.